# Zé Felipe
José Felipe Rocha Costa (Goiânia, 21 de abril de 1998), mais conhecido como Zé Felipe, é um cantor, compositor e empresário brasileiro.

## Carreira
Tendo seu contato com a música desde criança, por conta do pai Leonardo e do tio Leandro, que formavam a dupla Leandro & Leonardo, em 2009, aprendeu com seu pai os primeiros acordes no violão e em seguida se apresentou em público pela primeira vez, em uma festa na casa de amigos. Em 2014, assinou contrato com a gravadora Sony Music e em setembro se lançou como cantor no programa televisivo Domingão do Faustão. Em outubro de 2014, lançou seu álbum de estreia intitulado Você e Eu, que teve como singles "Saudade de Você", "Você Mente" e "Você e Eu". Em março de 2015, Zé deu início a sua primeira turnê nomeada Você e Eu. Em junho de 2016, foi lançado seu segundo álbum nomeado Proibido É Mais Gostoso, que teve como singles "Não Me Toca", em parceria com a cantora Ludmilla, "Maquiagem Borrada", "Curtição" e "O Errado Sou Eu".
Em setembro de 2017, assinou contrato com a Som Livre e lançou seu terceiro álbum intitulado Na Mesma Estrada. Em junho de 2018 lançou seu novo single "Banheira De Espuma".[carece de fontes?] Em setembro de 2018, o cantor lançou "My Baby" em parceria com a cantora Naiara Azevedo e a dupla Furacão Love. Em outubro de 2018, lançou o single "Amor Todo Dia". Em setembro de 2019, lançou seu segundo DVD intitulado Ao Vivo em Goiânia, que teve como singles "Tiro Certo", com a participação do cantor Gusttavo Lima e "Medalha de Prata", com a participação da dupla Maiara & Maraisa.

## Vida pessoal
Zé é filho do cantor sertanejo Leonardo e da jornalista Poliana Rocha, é irmão dos cantores Pedro Leonardo, João Guilherme e Matheus Vargas. Em outubro de 2019, Zé revelou ter sido diagnosticado com espondilite anquilosante, uma doença incurável que causa inflamação na coluna e articulações, onde a cada dois meses ele gasta 9 mil reais com injeções para controlar a dor.
Em junho de 2020, Zé iniciou um relacionamento com a influenciadora digital Virginia Fonseca. Em 26 de março de 2021, os dois se casaram.
Zé é pai de duas meninas, e um menino, fruto de seu casamento com Virginia: Maria Alice nascida em 30 de maio de 2021; Maria Flor nascida em 22 de outubro de 2022, e José Leonardo nascido em 8 de setembro de 2024.
No dia 11 de maio de 2024, em programa televisivo apresentado pela sua esposa no canal SBT, o cantor declarou ter sido levado a perder sua virgindade aos 12 anos de idade com uma prostituta. Quando questionado pelos companheiros de palco acerca dos motivos de ter tido uma relação sexual tão precocemente, negou-se a entrar em detalhes.
Zé Felipe e Virgínia se separaram em 2025.

## Discografia

### Álbuns de estúdio
| Álbum                   | Detalhes                                                                                                   | Vendas     | Certificações |
| ----------------------- | --- | ---------- | ------------- |
| Você e Eu               | - Lançamento: 28 de outubro de 2014 - Formatos: CD, download digital, streaming - Gravadora: Sony, Talismã | - : 50.000 |               |
| Proibido é Mais Gostoso | - Lançamento: 17 de junho de 2016 - Formatos: CD, download digital, streaming - Gravadora: Sony, Talismã   | - : 40.000 | - PMB: Ouro   |

### Álbuns ao vivo
| Álbum              | Detalhes                                                                                                 | Certificações  |
| ------------------ | --- | -------------- |
| Na Mesma Estrada   | - Lançamento: 15 de setembro de 2017 - Formatos: DVD, download digital, streaming - Gravadora: Som Livre | - PMB: Ouro    |
| Ao Vivo em Goiânia | - Lançamento: 13 de setembro de 2019 - Formatos: CD, download digital, streaming - Gravadora: Som Livre  | - PMB: Platina |

### Extended plays
| Álbum             | Detalhes                                                                                            | Certificações |
| ----------------- | --------------------------------------------------------------------------------------------------- | ------------- |
| Joseph            | - Lançamento: 12 de novembro de 2021 - Formatos: Download digital, streaming - Gravadora: Som Livre |               |
| Coloca o Capacete | - Lançamento: 28 de novembro de 2023 - Formatos: Download digital, streaming - Gravadora: Som Livre |               |

### Singles

#### Como artista principal
| "Saudade de Você"                                                               | 2014 | 3  |                    | Você e Eu                     |
| "Você Mente"                                                                    | 2015 | 5  | - PMB: Platina     | Você e Eu                     |
| "Você e Eu"                                                                     | 2015 | 6  |                    | Você e Eu                     |
| "Não Me Toca" (com Ludmilla)                                                    | 2016 | 1  |                    | Proibido é Mais Gostoso       |
| "Maquiagem Borrada"                                                             | 2016 | 5  |                    | Proibido é Mais Gostoso       |
| "Curtição"                                                                      | 2016 | 5  |                    | Proibido é Mais Gostoso       |
| "O Errado Sou Eu"                                                               | 2017 | —  |                    | Na Mesma Estrada              |
| "Você Não Vale Nada" (com MC Menor)                                             | 2017 | 17 | - PMB: 2× Platina  | Na Mesma Estrada              |
| "Banheira de Espuma"                                                            | 2018 | —  |                    | Não adicionado a nenhum álbum |
| "My Baby" (com Naiara Azevedo e Furacão Love)                                   | 2018 | 22 | - PMB: Ouro        | Não adicionado a nenhum álbum |
| "Amor Todo Dia"                                                                 | 2018 | —  |                    | Não adicionado a nenhum álbum |
| "Tiro Certo" (com Gusttavo Lima)                                                | 2019 | 10 | - PMB: Diamante    | Ao Vivo em Goiânia            |
| "Medalha de Prata" (com Maiara e Maraísa)                                       | 2019 | 6  | - PMB: Platina     | Ao Vivo em Goiânia            |
| "Amiga Nada"                                                                    | 2020 | —  | - PMB: Ouro        | Não adicionado a nenhum álbum |
| "Virgínia"                                                                      | 2020 | —  | - PMB: Platina     |                               |
| "Só Tem Eu"                                                                     | 2020 | 32 | - PMB: 2× Diamante |                               |
| "Esquece de Me Esquecer"                                                        | 2021 | —  | - PMB: Platina     | Não adicionado a nenhum álbum |
| "Senta Com Amor"                                                                | 2021 | —  |                    | Não adicionado a nenhum álbum |
| "Tranquilita" (com Virginia Fonseca)                                            | 2021 | —  | - PMB: Ouro        | Não adicionado a nenhum álbum |
| "Senta Danada"                                                                  | 2021 | 54 | - PMB: 3× Platina  | Não adicionado a nenhum álbum |
| "Revoada no Colchão" (com Marcynho Sensação)                                    | 2021 | 59 |                    | Não adicionado a nenhum álbum |
| "Toma Toma Vapo Vapo" (part. MC Danny)                                          | 2022 | 73 |                    | Não adicionado a nenhum álbum |
| "Roça em Mim" (part. Ana Castela)                                               | 2022 | 4  |                    | Não adicionado a nenhum álbum |
| "Facilita Aí"                                                                   | 2023 | 89 |                    | Não adicionado a nenhum álbum |
| "Marrento"                                                                      | 2023 | 74 |                    | Não adicionado a nenhum álbum |
| "Então Vai" (part. Luan Pereira e Dennis)                                       | 2023 | 22 |                    | Não adicionado a nenhum álbum |
| "—" denota singles que não entraram nas paradas musicais ou não foram lançados. |      |    |                    |                               |

#### Singlespromocionais
| Título                                          | Ano  | Álbum                   |
| ----------------------------------------------- | ---- | ----------------------- |
| "Deixa que Ela Decide" (com Pedro Paulo & Alex) | 2016 | Proibido é Mais Gostoso |
| "Cabocla" (com Leonardo)                        | 2017 | Na Mesma Estrada        |

#### Como artista convidado
| Título | Ano  | Álbum                         |
| --- | ---- | ----------------------------- |
| "Subeme La Radio" (Remix) (Enrique Iglesias part. Descemer Bueno, Anselmo Ralph e Zé Felipe)                                                                   | 2017 | Não adicionado a nenhum álbum |
| "Tijolinho por Tijolinho" (Enzo Rabelo part. Zé Felipe) | 2018 | Não adicionado a nenhum álbum |
| "Se Vira Aí" (Joelma part. Zé Felipe) | 2018 | Não adicionado a nenhum álbum |
| "Troquei de Mina" (Dan Lellis part. Zé Felipe) | 2019 | Não adicionado a nenhum álbum |
| "Fazendinha Sessions #4: Trem Perfeito" (Fazendinha Sessions part. MC Ryan SP, Mari Fernandez, Us Agroboy, Zé Felipe, Luan Pereira, João Gomes e Mayck & Lyan) | 2023 | Não adicionado a nenhum álbum |
| "Oh Garota quero você só pra mim" (Oruam, Mc Tuto, Dj Lc da Roça, Mc K9, Mc Rodrigo do CN, Mc Pl Alves)                                                        | 2024 | Não adicionado a nenhum álbum |

### Outras aparições
| Título                                                          | Ano  | Outro(s) artista(s) | Álbum             |
| --------------------------------------------------------------- | ---- | ------------------- | ----------------- |
| Medley: "Deixaria Tudo" / "Te Amo Demais" / "Coração Espinhado" | 2014 | Leonardo            | 30 Anos           |
| "Amor é Diferente"                                              | 2015 | Paula Mattos        | Acústico          |
| "Pra Não Perder os Contatos"                                    | 2015 | Zé Ricardo & Thiago | Onde Tudo Começou |
| "Tan Fácil"                                                     | 2016 | CNCO                | Primera Cita      |
| "Temperatura"                                                   | 2017 | Pedro & Benício     | Hipnose           |

## Prêmios e indicações
| Ano  | Prêmio                  | Categoria                         | Indicação                      | Resultado | Ref.          |
| ---- | ----------------------- | --------------------------------- | ------------------------------ | --------- | ------------- |
| 2016 | Capricho Awards         | Revelação Musical                 | Zé Felipe                      | Venceu    | [ 38 ]        |
| 2016 | Capricho Awards         | Colírio Nacional                  | Zé Felipe                      | Venceu    | [ 38 ]        |
| 2016 | Meus Prêmios Nick       | Revelação Musical                 | Zé Felipe                      | Venceu    | [ 39 ]        |
| 2016 | Kids' Choice Awards     | Artista Brasileiro Favorito       | Zé Felipe                      | Indicado  | [ 40 ]        |
| 2017 | Meus Prêmios Nick       | Cantor ou Dupla Favorita          | Zé Felipe                      | Indicado  | [ 41 ]        |
| 2017 | Meus Prêmios Nick       | Videoclipe Nacional Favorito      | O Errado Sou Eu                | Indicado  | [ 41 ]        |
| 2017 | Kids' Choice Awards     | Personalidade Brasileira Favorita | Zé Felipe                      | Indicado  | [ 42 ]        |
| 2018 | Troféu Internet         | Melhor Cantor                     | Zé Felipe                      | Indicado  |               |
| 2018 | Prêmio Jovem Brasileiro | Melhor Cantor                     | Zé Felipe                      | Indicado  |               |
| 2019 | Troféu Internet         | Melhor Cantor                     | Zé Felipe                      | Indicado  |               |
| 2020 | Prêmio Jovem Brasileiro | Melhor Cantor                     | Zé Felipe                      | Indicado  | [ 43 ]        |
| 2020 | Prêmio Contigo! Online  | Casal do Ano                      | Virginia Fonseca e Zé Felipe   | Indicado  | [ 44 ]        |
| 2021 | Prêmio Jovem Brasileiro | Melhor Cantor                     | Zé Felipe                      | Indicado  | [ 45 ]        |
| 2021 | Prêmio Jovem Brasileiro | Eu Shippo                         | Virginia e Zé Felipe           | Indicado  | [ 45 ]        |
| 2021 | Prêmio Jovem Brasileiro | Hit do Ano                        | “Só Tem Eu”                    | Indicado  | [ 45 ]        |
| 2021 | Troféu Internet         | Melhor Cantor                     | Zé Felipe                      | Indicado  | [ 46 ]        |
| 2021 | Prêmio Contigo! Online  | Casal do ano                      | Zé Felipe e Virginia Fonseca   | Venceu    | [ 47 ]        |
| 2021 | MTV Miaw                | Corêo Envolvente                  | “Senta com Amor” (com Kevinho) | Indicada  | [ 48 ]        |
| 2021 | MTV Miaw                | #EuShippo                         | Zé Felipe e Virginia           | Indicado  | [ 48 ]        |
| 2021 | MTV Miaw                | Feat Nacional                     | “Tranquilita” (Com Virginia)   | Venceu    | [ 48 ]        |
| 2021 | Prêmio Área Vip         | Melhor Cantor                     | Zé Felipe                      | Indicado  | [ 49 ]        |
| 2021 | Prêmio Área Vip         | Fofura do Ano                     | Maria                          | Indicado  | [ 49 ]        |
| 2021 | Meus Prêmios Nick       | Ship do Ano                       | Zé Felipe e Virginia           | Indicado  | [ 50 ]        |
| 2021 | Meus Prêmios Nick       | Artista Musical Favorito          | Zé Felipe                      | Indicado  | [ 50 ]        |
| 2021 | BreakTudoAwards         | Artista Masculino Nacional        | Zé Felipe                      | Indicado  | [ 51 ]        |
| 2022 | Prêmio Jovem Brasileiro | Melhor Cantor                     | Zé Felipe                      | Indicado  | [ 52 ]        |
| 2022 | Prêmio Jovem Brasileiro | Eu Shippo                         | Virlipe (Virginia e Zé Felipe) | Indicado  | [ 52 ]        |
| 2022 | Prêmio Jovem Brasileiro | Hit do Ano                        | “Bandido“ (com Mc Mari)        | Venceu    | [ 52 ]        |
| 2022 | Prêmio Área Vip         | Melhor Cantor                     | Zé Felipe                      | Indicado  | [ 53 ]        |
| 2022 | MTV Millennial Awards   | Dupla de Milhões                  | Virginia e Zé Felipe           | Venceu    | [ 54 ] [ 55 ] |
| 2022 | MTV Millennial Awards   | Coreô Envolvente                  | Malvada                        | Venceu    | [ 54 ] [ 55 ] |
| 2022 | MTV Millennial Awards   | Hino do Ano                       | Malvada                        | Indicado  | [ 54 ] [ 55 ] |
| 2022 | MTV Millennial Awards   | Hino de Karaokê                   | Malvada                        | Indicado  | [ 54 ] [ 55 ] |
| 2022 | MTV Millennial Awards   | Artista Musical                   | Zé Felipe                      | Indicado  | [ 54 ] [ 55 ] |
| 2022 | Prêmio Contigo! Online  | Casal do ano                      | Zé Felipe e Virginia Fonseca   | Venceu    | [ 47 ]        |
| 2022 | Prêmio iBest            | Influenciador Goiás               | Zé Felipe                      | TOP3      | [ 56 ]        |
| 2022 | Prêmio iBest            | Revelação Digital em Música       | Zé Felipe                      | TOP3      | [ 56 ]        |
| 2022 | BreakTudoAwards         | Artista Masculino Nacional        | Zé Felipe                      | Indicado  | [ 57 ]        |
| 2023 | Prêmio Jovem Brasileiro | Melhor Cantor                     | Zé Felipe                      | Indicado  | [ 58 ]        |
| 2023 | Prêmio Jovem Brasileiro | Eu Shippo                         | Virginia e Zé Felipe           | Indicado  | [ 58 ]        |